# Episodi di Californication (quinta stagione)
La quinta stagione di Californication è stata trasmessa dal canale statunitense Showtime dall'8 gennaio al 1º aprile 2012.
In Italia è stata trasmessa dal 20 gennaio al 3 marzo 2013 in seconda serata su Italia 1.
| nº | Titolo originale             | Titolo italiano               | Prima TV USA     | Prima TV Italia  |
| -- | ---------------------------- | ----------------------------- | ---------------- | ---------------- |
| 1  | JFK to LAX                   | New York - Los Angeles        | 8 gennaio 2012   | 20 gennaio 2013  |
| 2  | The Way of the Fist          | Samurai Apocalypse            | 15 gennaio 2012  | 20 gennaio 2013  |
| 3  | Boys & Girls                 | Una tata molto speciale       | 22 gennaio 2012  | 27 gennaio 2013  |
| 4  | Waiting for the Miracle      | Una cena piccante             | 29 gennaio 2012  | 27 gennaio 2013  |
| 5  | The Ride Along               | La ronda                      | 5 febbraio 2012  | 3 febbraio 2013  |
| 6  | Love Song                    | Canzone d'amore               | 12 febbraio 2012 | 3 febbraio 2013  |
| 7  | Here I Go Again              | Vecchie abitudini             | 19 febbraio 2012 | 17 febbraio 2013 |
| 8  | Raw                          | La sceneggiatura di Tyler     | 4 marzo 2012     | 17 febbraio 2013 |
| 9  | At the Movies                | Viva il cinema                | 11 marzo 2012    | 24 febbraio 2013 |
| 10 | Perverts & Whores            | Tradimenti                    | 18 marzo 2012    | 24 febbraio 2013 |
| 11 | The Party                    | Festa a sorpresa              | 25 marzo 2012    | 3 marzo 2013     |
| 12 | Hell Ain't a Bad Place to Be | L'inferno non è poi così male | 1º aprile 2012   | 3 marzo 2013     |

## New York - Los Angeles
- Titolo originale: JFK to LAX
- Diretto da: John Dahl
- Scritto da: Tom Kapinos

### Trama
Sono trascorsi quasi tre anni da quando Hank ha lasciato Los Angeles per ritornare a New York. Reduce dal successo di “Californication”, il suo nuovo romanzo, Hank rompe con Carrie (Natalie Zea), la sua ultima fiamma, e, depresso per la spiacevole e scomposta reazione della ragazza, accetta senza pensarci troppo l’offerta di Charlie di tornare a Los Angeles per incontrare un potenziale cliente, l’artista hip-hop Samurai Apocalypse (RZA). Sul volo per la California, Hank incontra un’attraente donna, Kali (Meagan Good), con la quale sta per avere un rapporto sessuale nel bagno dell'aereo prima di essere interrotto e che, in seguito, si rivela essere la ragazza di Samurai Apocalypse. Durante il suo soggiorno a Los Angeles, Hank va a trovare Karen e Becca nella loro nuova casa, dove incontra il nuovo marito di Karen, il suo vecchio nemico Richard Bates (Jason Beghe) e, successivamente, fa la conoscenza di Tyler (Scott Michael Foster), il ragazzo di Becca. Infine, Hank riceve la notizia che la sua ex ragazza di New York gli ha incendiato l’appartamento.

## Samurai Apocalypse
- Titolo originale: The Way of the Fist
- Diretto da: David Duchovny
- Scritto da: Tom Kapinos

### Trama
Hank va da Samurai Apocalypse (RZA) per comunicargli che non intende scrivere la sceneggiatura per il suo film. Nella piscina della villa incontra di nuovo Kali (Meagan Good), la donna del padrone di casa, con la quale continua a flirtare e che ha sognato la notte precedente. Sam lo invita a passare una giornata con lui, con l’intento di convincerlo a lavorare al film e insieme vanno ad incontrare il regista Peter Berg (Peter Berg), che però finisce per fare a pugni con Hank, reo di essere andato a letto con la sua donna tempo prima. Intanto Charlie, Marcy e Stu (Stephen Tobolowsky) vengono convocati all’asilo che frequenta il piccolo Stuart perché il bambino si è masturbato davanti ad una compagna. Più tardi, in un club in cui è stato invitato da Sam, Hank incontra Tyler (Scott Michael Foster), il ragazzo di Becca, che però sta baciando un’altra ragazza. Hank va così a casa di Karen, Becca e Richard (Jason Beghe), ma finisce per scusarsi con la figlia per il suo comportamento iperprotettivo senza dirle nulla del tradimento di Tyler. Becca riceve però una telefonata proprio da Tyler che è in ospedale dopo essere stato aggredito da alcuni uomini all’uscita da un locale. Mentre Karen e Becca corrono in ospedale, Hank riceve un messaggio sul telefono da Sam che gli dice che ci ha pensato lui a sistemare il ragazzo di sua figlia e che vuole che Hank scriva la sceneggiatura del suo film.

## Una tata molto speciale
- Titolo originale: Boys & Girls
- Diretto da: Seith Mann
- Scritto da: Tom Kapinos

### Trama
In debito con Sam (RZA) per aver dato una lezione, sebbene non richiesta, a Tyler (Scott Michael Foster), Hank porta a termine la stesura della sceneggiatura del film e la consegna personalmente a Sam, che, preso dall’entusiasmo, vuole leggerla immediatamente. Siccome però ha promesso a Kali (Meagan Good) di portarla in città a divertirsi, Sam chiede ad Hank di accompagnare fuori la sua donna per la serata. Hank, inizialmente riluttante, consapevole dell’attrazione reciproca tra lui e Kali e con un aereo da prendere a tarda sera per fare ritorno a New York, finisce per accettare. Puntualmente i due finiscono per fare sesso nell’automobile che Sam ha prestato ad Hank per la serata. Nel frattempo, Tyler, convalescente a casa di Karen e Becca, finisce per confessare alla ragazza il tradimento di cui Hank era stato testimone e tocca ad Hank medesimo, avvertito da Karen, consolare la figlia, rimandando così la sua partenza. Intanto, Charlie, in difficoltà con il figlio Stuart e soccorso da Lizzie (Camilla Luddington), la baby sitter del piccolo, finisce per passare la serata con la ragazza e per tentare un approccio che, vista la sua dipendenza dalla pornografia, si rivela quanto mai maldestro.

## Una cena piccante
- Titolo originale: Waiting for the Miracle
- Diretto da: Bart Freundlich
- Scritto da: Tom Kapinos

### Trama
Hank riceve la visita, a sorpresa e non particolarmente gradita, di Carrie (Natalie Zea), la sua ex ragazza di New York, che, dopo aver reagito in malo modo alla rottura fra loro, ora sembra nuovamente interessata a lui. I due finiscono a letto insieme e poi Hank è costretto a portare Carrie ad una cena organizzata da Karen a casa sua. La cena va molto presto fuori controllo a causa dei discorsi sessualmente espliciti di Stu (Stephen Tobolowsky), Marcy e Richard (Jason Beghe), a cui non si sottrae nemmeno Carrie e che causano imbarazzo a Karen ed Hank. Il rientro a casa di Becca, che annuncia di essere tornata insieme a Tyler, provoca un'accesa discussione tra Hank e Karen e fa improvvisamente comprendere a Carrie che Hank è ancora molto coinvolto con la madre di sua figlia e che per lei non potrà mai esserci spazio. A fine serata, rimasti soli, Hank dichiara ancora una volta a Karen il proprio amore, peraltro ricambiato, ma Karen esclude qualsiasi possibilità che potranno mai tornare insieme. Nel frattempo, Charlie, grazie ad un appuntamento al buio organizzato da Lizzie (Camilla Luddington), esce con Mary (Gillian Vigman) e, nonostante all'inizio la serata non sembri decollare, i due finiscono poi a letto insieme.

## La ronda
- Titolo originale: The Ride Along
- Diretto da: Millicent Shelton
- Scritto da: Tom Kapinos

### Trama
Allo scopo di calarsi meglio nel ruolo che deve interpretare nel suo film, Sam (RZA) convince Hank a trascorrere una notte con lui in giro per la città, pattugliando le strade su un’auto della polizia. Hank, tutt’altro che entusiasta dell’idea, ne parla con Charlie che insiste per unirsi a loro, realizzando così il suo sogno di bambino di salire su un’auto della polizia. Il poliziotto che li accompagna ha un attacco di cuore e finisce in ospedale e i tre decidono di riportare l’auto di pattuglia alla centrale. Sam, lasciato da Kali (Meagan Good) e folle di gelosia, riceve una telefonata che lo avvisa che la ragazza è stata avvistata in un locale e decide così di appostarsi in attesa che esca. Nel frattempo, una prostituta chiede aiuto perché teme di essere seguita e viene fatta salire in auto da Charlie. Kali esce in compagnia di un ragazzo e Sam li segue, fa accostare l’auto e, fingendosi un poliziotto, maltratta il ragazzo, mentre Hank si intrattiene con Kali. Charlie intanto si fa praticare sesso orale dalla prostituta che si rivela però un travestito. Più tardi, Hank riceve una chiamata da Becca che chiede il suo aiuto. In un ristorante, Richard (Jason Beghe), spinto a bere da Tyler (Scott Michael Foster) e ubriaco, sta dando spettacolo completamente nudo e mettendo in imbarazzo Karen. Hank cerca di convincerlo a coprirsi, ma Richard corre fuori nudo dal locale e Tyler riconosce in Sam uno dei suoi aggressori, così Karen, Becca e lo stesso Tyler scoprono la verità sull’aggressione.

## Canzone d’amore
- Titolo originale: Love Song
- Diretto da: Eric Stoltz
- Scritto da: Tom Kapinos

### Trama
Hank viene convocato con urgenza da Sam (RZA) perché aiuti Kali (Meagan Good) a scrivere le parole di una canzone. Hank passa del tempo con la ragazza e la convince a raccontargli la sua storia di ragazza di New York con tanti sogni, per inseguire i quali ha dovuto perdere per strada un ragazzo che la amava tanto da volerla sposare. Hank ritorna così con la memoria a quando lui e Karen arrivarono in California, lui era uno scrittore corteggiato dal cinema ed erano entrambi innamorati e felici. Hank scrive la canzone, poi lui e Kali fanno l’amore ed infine Hank raggiunge Sam e Kali allo studio di registrazione dove ascolta la canzone realizzata. Più tardi, Hank riceve la visita di Karen, turbata dal fatto che Richard (Jason Beghe) non sembra in grado di smettere di bere, ma soprattutto dalla sensazione di avere commesso un terribile errore.

## Vecchie abitudini
- Titolo originale: Here I Go Again
- Diretto da: Michael Weaver
- Scritto da: Tom Kapinos

### Trama
Hank e Karen si svegliano insieme dopo che, la sera precedente, lei si è rifugiata da Hank disperata per il comportamento di Richard (Jason Beghe), che ha ripreso a bere smodatamente. Lo stesso Richard bussa alla porta di Hank, sconvolto per essersi svegliato nel letto di una sconosciuta dopo una serata di bagordi. Nel tentativo di aiutarlo a ritrovare l’anello nuziale perduto la sera precedente, Hank accompagna Richard a casa di Holly (Drea de Matteo), la spogliarellista con cui Richard ha trascorso la notte e che ha pagato con l’anello. Riscattato l’anello, Hank riporta Richard a casa, senza dire nulla dell’accaduto a Karen. Poco dopo, Holly si presenta a casa di Karen per restituire a Richard il portafoglio rimasto a casa sua e, per continuare a coprire Richard con l’intento di proteggere Karen, Hank finge che Holly sia la sua nuova ragazza. Il comportamento di Holly decisamente sopra le righe alla fine provoca la reazione disgustata di Karen e Becca, che se la prendono entrambe con Hank. Tyler (Scott Michael Foster) è l’unico ad avere capito il gioco di Hank e ne approfitta per chiedergli di leggere una sua sceneggiatura. Nel frattempo, Charlie, mentre cerca di aiutare Lizzie (Camilla Luddington), licenziata da Marcy, a riavere il posto di baby sitter, finisce a letto con la ragazza.

## La sceneggiatura di Tyler
- Titolo originale: Raw
- Diretto da: Bart Freundlich
- Scritto da: Tom Kapinos

### Trama
Hank legge la sceneggiatura di Tyler (Scott Michael Foster) e rimane stupito per la qualità della scrittura e per il talento del giovane, ma allo stesso tempo trova disturbante la lettura perché la storia narrata è quella della relazione tra lo stesso Tyler e sua figlia Becca, con dovizia di dettagli sulla loro vita sessuale. Hank va così a casa di Tyler per parlare con lui della sceneggiatura, fa la conoscenza delle sue due madri, Lisa (Melora Walters) e Debbie (Lea DeLaria) ed infine si rende conto di avere giudicato il ragazzo in maniera frettolosa. Tornato a casa, Hank trova ad accoglierlo Sam (RZA) ed Eddie Nero (Rob Lowe), lo strambo attore protagonista del film tratto dal suo ultimo romanzo. Eddie vuole entrare a far parte del film di Sam e vuole che Hank gli scriva la parte. Il mattino seguente, però, con grande disappunto di Hank, Eddie si mostra entusiasta della sceneggiatura di Tyler, letta durante la notte. Nel frattempo, Charlie va a trovare il figlio a casa di Stu (Stephen Tobolowsky) e Marcy e finisce per fare l’amore con Lizzie (Camilla Luddington) nel letto dei padroni di casa, che, rientrati improvvisamente, corrono in camera da letto per fare sesso a loro volta, interpretando una fantasia in cui umiliano Charlie, che ne resta sconvolto.

## Viva il cinema
- Titolo originale: At the Movie
- Diretto da: Helen Hunt
- Scritto da: Tom Kapinos

### Trama
Hank e Charlie hanno una discussione perché l’agente vorrebbe mettere sotto contratto Tyler (Scott Michael Foster), ma Hank ritiene che non sia opportuno. Hank va poi sul set del film di Sam (RZA) per il primo giorno di riprese, ma Sam inizia subito a criticare i dialoghi della sceneggiatura di Hank, trovandoli privi di mordente. Nel frattempo, Charlie, dopo un sensuale bagno con Lizzie (Camilla Luddington), che, a proposito di Tyler, gli consiglia di seguire il suo istinto, comunica al giovane sceneggiatore che non può rappresentarlo, ma poi cambia idea e fa di tutto per convincerlo a firmare il contratto con lui. Stu (Stephen Tobolowsky) chiede ad Hank di riscrivere la scena non gradita da Sam, ma nella roulotte dove Hank si è ritirato entra la protagonista femminile del film che si lamenta a sua volta di non avere abbastanza risalto nel film, offrendo ad Hank sesso in cambio di un maggior numero di battute. Scoperto l’accaduto, Sam se la prende con Hank per avergli mancato di rispetto a seguito dell’approccio sessuale con l’attrice e, in un secondo tempo, Stu comunica ad Hank di averlo licenziato e sostituito con Tyler. Hank se la prende quindi con Charlie, licenziandolo come agente e come amico, ma può tuttavia consolarsi con la gratitudine di Becca e Karen che lo invitano al cinema con loro.

## Tradimenti
- Titolo originale: Perverts & Whores
- Diretto da: Bart Freundlich
- Scritto da: Tom Kapinos

### Trama
Charlie è disperato dopo essere stato licenziato da Hank ed avere perso anche la sua amicizia. Hank, temporaneamente ospite a casa di Karen e Becca, è alla ricerca di un nuovo agente e incontra Larry Levine (Daniel Benzali) che lo porta immediatamente a casa di Lars Manderhoff (Clement von Franckenstein), un regista tedesco che Hank ammira molto. Dopo aver parlato di lavoro, Lars offre ad Hank e Larry la compagnia di alcune prostitute, una delle quali è Trixie (Judy Greer), vecchia conoscenza di Hank. Il pomeriggio prende una brutta piega quando Hank prende le difese di una delle ragazze, maltrattata da Lars, che finisce per cacciare tutti di casa, tanto che Larry scarica immediatamente Hank. Nel frattempo, Lizzie (Camilla Luddington) ottiene da Stu (Stephen Tobolowsky) una parte nel film di Sam, ma Charlie scopre che per averla ha praticato sesso orale a Stu. Charlie, sconvolto dall’accaduto, chiama Marcy e le racconta del tradimento di Lizzie, ma, per non farla soffrire, le nasconde che è avvenuto con Stu. Hank prende le difese di Becca, tornata a casa in lacrime, rimproverando Tyler (Scott Michael Foster), reo di provare interesse per un’altra ragazza che Hank scopre essere Kali.

## Festa a sorpresa
- Titolo originale: The Party
- Diretto da: Michael Lehmann
- Scritto da: Tom Kapinos

### Trama
Richard (Jason Beghe), che sta seguendo un programma per liberarsi dalla dipendenza dall’alcol, d’accordo con Karen e Becca, comunica ad Hank che non può più ospitarlo. Hank si rifugia in un bar dove incontra Charlie, con il quale i rapporti continuano a non essere buoni ed a cui comunica che ha deciso di tornare a New York.
Più tardi, nello stesso bar, arriva Lizzie (Camilla Luddington), che invita Hank a continuare a bere a casa di Charlie. In realtà, lo stesso Charlie ha organizzato una festa a sorpresa per la partenza di Hank ed ha invitato tutti gli amici. Sam (RZA) dice ad Hank di essersi riavvicinato a Kali (Meagan Good). Charlie tenta di sistemare le cose con Lizzie, ma la ragazza, che ormai ha raggiunto il suo obiettivo di entrare nel mondo del cinema, non ne vuole sapere. Marcy si lamenta del fatto che Stu (Stephen Tobolowsky) non le dedica più le attenzioni di prima e tenta di appartarsi con lui, ma senza risultati. Hank scopre Richard mentre si fa praticare sesso orale dal suo sponsor Gabriel (Patrick Fischler), ma successivamente, rimasto solo con Karen, non le dice nulla ed anzi respinge l’approccio della donna. A fine serata, Becca cerca Tyler (Scott Michael Foster), ma è Hank a trovarlo appartato in bagno insieme a Kali. La discussione tra i due degenera ed Hank finisce per prendere a pugni il ragazzo.

## L’inferno non è poi così male
- Titolo originale: Hell Ain’t a Bad Place to Be
- Diretto da: Adam Bernstein
- Scritto da: Tom Kapinos

### Trama
Hank sogna di essere all’inferno, ovvero in un bar dove il barista è il suo vecchio amico morto Lew Ashby (Callum Keith Rennie) e dove incontra Karen, morta per essersi tagliata le vene, Becca e Tyler (Scott Michael Foster), che nel sogno viene ucciso da Sam (RZA), pazzo di gelosia. Richard (Jason Beghe) spiega a Karen, alla presenza di Hank, che non può più stare con lei perché si sente come un animale selvaggio chiuso in uno zoo e che lei ed Hank sono innamorati ed è giusto che possano amarsi. Hank e Karen tornano insieme e fanno l’amore, interrogandosi poi sul futuro. Becca, durante una passeggiata, racconta ad Hank di avere fatto pace con Tyler e che il ragazzo le ha chiesto di sposarlo. Nel frattempo, Marcy scopre da Charlie che è Stu (Stephen Tobolowsky) l’uomo a cui Lizzie (Camilla Luddington) ha praticato sesso orale e va su tutte le furie, partendo con Charlie per andare sul set dove Stu sta lavorando. Sul set arriva anche Hank, intenzionato a parlare con Tyler a proposito di Becca e della proposta di matrimonio, ma finisce per fare da psicologo a Sam, che si è chiuso nella sua roulotte dopo essere stato nuovamente scaricato da Kali (Meagan Good) ed aver saputo che la ragazza esce con Tyler. Hank convince Sam a non ammazzare il ragazzo ed a riprendere a recitare, ma, alla fine della violenta scena in programma, Sam vede Tyler e Kali parlare e, accecato dalla gelosia, punta la pistola al ragazzo. Hank si mette in mezzo, finendo per confessare di essere stato anche lui con Kali e Sam finisce per sparare un colpo di pistola che colpisce Charlie, nel frattempo giunto sul posto con Marcy e paratosi davanti ad Hank per salvare l’amico, ad un braccio. Hank e Charlie fanno pace e Marcy lo accompagna in ospedale, non prima di avere fatto i conti con Stu, mentre Sam e Kali tornano insieme. Tornando a a casa da Karen, Hank si ferma a casa di Charlie e lì incontra Carrie (Natalie Zea), ubriaca e depressa per aver perso il lavoro e perché Hank le dice di non averla mai amata. Convinto Hank a bere insieme almeno un ultimo bicchiere, Carrie fa assumere anche a lui lo stesso mix di alcool ed antidepressivi che ha ingurgitato e, prima di perdere i sensi, Hank vede il volto di Karen e le dice di amarla.